# Norbert Steinmetz
Norbert Steinmetz (* 1949 in Lingenfeld) ist ein deutscher Mathematiker.
Steinmetz studierte nach dem Abitur in Germersheim (1968) an der TH Karlsruhe Mathematik mit dem Diplom 1975. Er war ab 1975 wissenschaftlicher Assistent in Karlsruhe und wurde dort 1978 bei Erwin Mues promoviert (Eigenschaften eindeutiger Lösungen gewöhnlicher Differentialgleichungen im Komplexen) und habilitierte sich 1985 und war dort danach Professor. 1990 bis zur Emeritierung 2015 war er Professor an der Universität Dortmund. 1994 bis 1996 war er dort Dekan und 1996 bis 2000 Mitglied des Akademischen Senats.
Er befasst sich mit Differentialgleichungen im Komplexen, Nevanlinna-Theorie, geometrischer Funktionentheorie und holomorpher Dynamik. Von ihm stammt eine Monographie über die Dynamik der Iteration rationaler Funktionen im Komplexen.
1978 gelang ihm eine Verschärfung des Satzes von Malmquist und Yosida. Er gab neue Beweise für die Existenz der Painlevé-Transzendenten vom Typ I, II, IV. In der Nevanlinna-Theorie erweiterte er mit Mues den Satz von Tumura und Clunie von ganzen auf meromorphe Funktionen und gab einen neuen Beweis und eine Erweiterung des zweiten Hauptsatzes der Nevanlinnatheorie. In der komplexen Dynamik bestimmte er, wann Julia-Mengen rationaler Funktionen quasikonforme Jordan-Kurven (oder Bögen) sind. Außerdem gab er einen Beweis eines Satzes von Dennis Sullivan über die Charakterisierung periodischer stabiler Gebiete bei der Iteration rationaler Funktionen (nämlich dass diese entweder Fatou-Gebiete sind, das heißt im Anziehungsbereich eines Fixpunkts sind, oder Rotationsgebiete, das heißt Siegel-Scheiben oder Arnold-Herman-Ringe).

## Schriften (Auswahl)
- Rational Iteration. Complex Analytic Dynamical Systems, De Gruyter Studies in Mathematics 16, De Gruyter 1993
- mit E. Mues: Meromorphe Funktionen, die mit ihrer Ableitung Werte teilen, Manuscripta Mathematica, Band 29, 1979, S. 195–206
- Über die faktorisierbaren Lösungen gewöhnlicher Differentialgleichungen, Mathematische Zeitschrift, Band 170, 1980, S. 169–180
- Ein Malmquistscher Satz für algebraische Differentialgleichungen erster Ordnung, Journal reine angew. Math., Band 316, 1980, S. 44–53
- mit E. Mues: The theorem of Tumura-Clunie for meromorphic functions, Journal of the London Mathematical Society, Band 23, 1981, S. 113–122
- Eine Verallgemeinerung des zweiten Nevanlinnaschen Hauptsatzes, Journal für die reine und angewandte Mathematik, Band 368, 1986, S. 134–141
- A uniqueness theorem for three meromorphic functions, Ann. Acad. Sci. Fenn., Band 13, 1988, S. 93–110[6]
- On the zeros of a certain Wronskian, Bulletin London Math. Soc., Band 20, 1988, S. 525–531
- Algebraische Differentialgleichungen erster und zweiter Ordnung, in: Complex Methods on Partial Differential Equations, Akademie-Verlag Berlin 1989, S. 187–192
- On Sullivan’s classification of periodic stable domains. Complex Variables, Band 14, 1990, S. 211–214
- Jordan and Julia, Math. Annalen, Band 307, 1997, S. 531–541
- On Painlevé’s equations I, II and IV, Journal d’Analyse Mathématique, Band 82, 2000, S. 363–377
- Value distribution of the Painlevé transcendents, Israel Journal of Math., Band 128, 2002, S. 29–52